# Wolf Bodenheimer
Wolf Bodenheimer (geboren 23. Juli 1905 in Frankfurt am Main; gestorben 31. Mai 1975 in Jerusalem) war ein deutsch-israelischer Chemiker und nach dem Zweiten Weltkrieg Gründungsmitglied der Israel Chemical Society.

## Ausbildung
Nach dem Studium begann Bodenheimer eine Dissertation bei Karl Lothar Wolf an der Universität Karlsruhe. Als Wolf im Oktober 1930 an die Christian-Albrechts-Universität zu Kiel wechselte, folgte ihm Bodenheimer. In Kiel wurde er ein Jahr später promoviert und anschließend als Assistent an Wolfs Lehrstuhl für Physikalische Chemie eingestellt. Seine Dissertation unter dem Titel Beiträge zur Stereochemie des reagierenden C-Atoms wurde 1932 in Leipzig verlegt.

## Cambridger Zeit
Aufgrund seiner jüdischen Abstammung wurde Bodenheimer am 1. Juli 1933 entlassen und arbeitete daraufhin an einer Emigration nach Cambridge. Zahlreiche Gutachten, darunter auch von Karl Lothar Wolf, brachten ihm eine Einladung an die Universität Cambridge ein. Obwohl er vom Academic Assistance Council keine finanzielle Unterstützung erhielt, emigrierte Bodenheimer nach London.
Mit anderen Emigranten gründete er ein Laboratorium, in dem koschere Suppenwürfel hergestellt werden. Dies sicherte ihm für eine kurze Zeit seinen Lebensunterhalt. Anschließend wurde sein Antrag auf ein Darlehen des Academic Assistance Council abgelehnt, weshalb Bodenheimer als Chemiker Arbeit in einem Londoner Unternehmen aufnahm. Während des Krieges arbeitete er in der Metallchemie. Zur selben Zeit wurde er in das Royal Institute of Chemistry aufgenommen.

## Jerusalemer Zeit
1950 emigrierte Bodenheimer nach Jerusalem. Ab 1952 hielt er Gastvorträge an der Hebräischen Universität Jerusalem. 1963 gründete Bodenheimer mit anderen die Israel Chemical Society.

## Schriften (Auswahl)
- Beiträge zur Stereochemie des reagierenden C-Atoms, Leipzig, 1932
- (mit Henry A. Foner) The Determination of Sodium in Alumina, Israel Journal of Chemistry, 1970